# Tak to leciało!
Tak to leciało! – polski teleturniej oparty na formacie Don’t Forget the Lyrics!, emitowany w latach 2008–2012 oraz ponownie od 2022 roku na antenie TVP2. Program sprawdza znajomość tekstów piosenek – zadaniem uczestników jest dośpiewanie kolejnych słów piosenki od momentu, w którym zespół przestaje ją grać.

## Prowadzący
Prowadzącym pierwszej odsłony programu, nadawanej w latach 2008–2012, był piosenkarz – wokalista zespołu Leszcze – Maciej Miecznikowski. Pierwszymi gospodarzami wznowionej odsłony programu, nadawanej od 2022 roku, byli piosenkarze tzw. rock-polo Sławomir Zapała (jako główny prowadzący) oraz Magdalena „Kajra” Kajrowicz (jako asystentka). Ich funkcje przejął w 2024 aktor Kacper Kuszewski.
|                      |                 |                  |
| Maciej Miecznikowski | Sławomir Zapała | Kacper Kuszewski |
| pierwsza odsłona     | druga odsłona   | druga odsłona    |
| serie 1–9            | serie 10–13     | serie 14–15      |

## Zasady gry
W teleturnieju sprawdzana jest znajomość tekstów piosenek należących głównie do nurtów muzyki rozrywkowej.
Do gry przystępuje jeden uczestnik. Na ekranie pojawia się dziewięć kategorii zagadek (np. Lady Pank, teksty Agnieszki Osieckiej, kolory, wokalista…); do każdej kategorii przypisane są dwie piosenki. Uczestnik wybiera kategorię, a następnie konkretny utwór.
Przy akompaniamencie znajdującego się w studiu zespołu muzycznego zawodnik wykonuje wybraną piosenkę. Na ekranie wyświetla się jej tekst. W pewnym momencie zespół przestaje grać, a tekst znika. Zadaniem uczestnika jest dośpiewanie określonej liczby kolejnych słów utworu.
Uczestnik może dowolnie zmieniać swoją odpowiedź, jeśli uzna, że jej dotychczasowa wersja nie jest prawidłowa. Zatwierdzenie odpowiedzi odbywa się poprzez wypowiedzenie formuły „Tak to leciało!”. Jeśli zatwierdzona odpowiedź jest poprawna, zawodnik zdobywa kolejną kwotę z tzw. drzewka (przedstawionego w tabeli poniżej), jeśli jest błędna – kończy grę z sumą gwarantowaną lub z niczym, jeśli takiej sumy nie zdobył.
| Piosenka | Nagroda                                            | Nagroda    | Nagroda    |
| Piosenka | Serie 1–8                                          | Seria 9.   | Serie 10–  |
| -------- | -------------------------------------------------- | ---------- | ---------- |
| 1.       | 500 zł                                             | 500 zł     | 500 zł     |
| 2.       | 1000 zł                                            | 1000 zł    | 1000 zł    |
| 3.       | 1500 zł                                            | 1500 zł    | 2000 zł    |
| 4.       | 2000 zł                                            | 2000 zł    | 5000 zł    |
| 4.       | suma gwarantowana                                  |            |            |
| 5.       | 4000 zł                                            | 4000 zł    | 7000 zł    |
| 6.       | 8000 zł                                            | 8000 zł    | 10 000 zł  |
| 7.       | 15 000 zł                                          | 15 000 zł  | 15 000 zł  |
| 8.       | 25 000 zł                                          | 25 000 zł  | 30 000 zł  |
| 8.       | suma gwarantowana w przypadku gry o główną nagrodę |            |            |
| 9.       | 50 000 zł                                          | 50 000 zł  | 50 000 zł  |
| 10.      | 150 000 zł                                         | 100 000 zł | 100 000 zł |

Uczestnik może wycofać się z gry na dowolnym etapie i zabrać zdobyte dotychczas pieniądze. Wyjątek stanowi dziesiąty etap (ostatni utwór – narzucony z góry, bez możliwości wyboru spośród dwóch propozycji), po którym gracz kończy grę, zdobywając albo nagrodę główną albo podwyższoną sumę gwarantowaną.
Wyjścia awaryjne (serie 1–9)
W etapach 1–9 zawodnik miał prawo skorzystać z tzw. wyjść awaryjnych (z każdego co najwyżej raz w ciągu gry). Były nimi:
- pomoc suflera – podpowiedź jednej z dwóch znajdujących się w studiu osób towarzyszących,
- dwa słowa – odsłonięcie prawidłowych słów na dwóch wybranych przez uczestnika pozycjach,
- trzy wersje wersu – wyświetlenie trzech możliwych wariantów odpowiedzi, z których tylko jeden był poprawny.

Wyjścia awaryjne (serie 10–13)
Wyjścia awaryjne dostępne w seriach 10–13 to:
- tzw. skarbiec Sławomira – odsłonięcie prawidłowego słowa na wybranej przez uczestnika pozycji – możliwe do wykorzystania trzykrotnie w całej grze,
- pomoc suflera – podpowiedź osoby towarzyszącej znajdującej się w studiu.

Wyjścia awaryjne (serie 14–15)
Wyjścia awaryjne dostępne w seriach 14–15 to:
- trzy słowa – odsłonięcie prawidłowego słowa na wybranej przez uczestnika pozycji – możliwe do wykorzystania trzykrotnie w całej grze,
- pomoc suflera – podpowiedź osoby towarzyszącej znajdującej się w studiu,
- wymiana piosenki – możliwość wymiany utworu na drugi przewidziany w danej kategorii[7].

## Emisja w telewizji
Pierwszy odcinek teleturnieju ukazał się na antenie Programu Drugiego Telewizji Polskiej 9 marca 2008 roku. Program nadawano premierowo w niedziele około godziny 19.00 w dziewięciu kwartalnych sezonach telewizyjnych. Podsumowanie emisji premierowych wydań programu przedstawiono w tabeli poniżej. Latem 2012 roku poinformowano, że Telewizja Polska zaprzestanie produkcji teleturnieju. Według serwisu Wirtualne Media powodem rezygnacji miał być kryzys finansowy.
Na początku 2021 roku ogłoszono eliminacje do nowej serii programu, jednak teleturniej nie powrócił w tym roku na antenę. W marcu 2022 roku w mediach pojawiły się wstępne zapowiedzi powrotu programu. Nagrania – do dwóch kolejnych serii – rozpoczęły się w drugiej połowie maja. Teleturniej powrócił na antenę TVP2 jesienią tego samego roku.

### Spis serii
| Seria     | Seria | Odcinki      | Odcinki      | Pierwsza emisja telewizyjna (TVP2) | Pierwsza emisja telewizyjna (TVP2) | Pierwsza emisja telewizyjna (TVP2) | Pierwsza emisja telewizyjna (TVP2)                       | Pierwsza emisja telewizyjna (TVP2) |
| Seria     | Seria | Odcinki      | Odcinki      | Sezon                              | Początek emisji                    | Koniec emisji                      | Pora emisji                                              | Źródło                             |
| --------- | ----- | ------------ | ------------ | ---------------------------------- | ---------------------------------- | ---------------------------------- | -------------------------------------------------------- | ---------------------------------- |
|           | 1.    | 1–14 (14)    | 1–14 (14)    | wiosna 2008                        | 9 marca 2008                       | 15 czerwca 2008                    | niedziela 19.10                                          | [ 15 ] [ a ]                       |
| \|        | 2.    | 15–30 (16)   | 15–30 (16)   | jesień 2008                        | 7 września 2008                    | 28 grudnia 2008                    | niedziela 18.55 (do 28 września 2008)                    | [ 15 ] [ a ]                       |
| \|        | 2.    | 15–30 (16)   | 15–30 (16)   | jesień 2008                        | 7 września 2008                    | 28 grudnia 2008                    | niedziela 19.05 (od 12 października 2008 do 2 maja 2010) | [ 15 ] [ a ]                       |
|           | 3.    | 31–45 (15)   | 31–45 (15)   | wiosna 2009                        | 8 marca 2009                       | 14 czerwca 2009                    | niedziela 19.05 (od 12 października 2008 do 2 maja 2010) | [ 15 ] [ a ]                       |
|           | 4.    | 46–59 (14)   | 46–59 (14)   | jesień 2009                        | 6 września 2009                    | 27 grudnia 2009                    | niedziela 19.05 (od 12 października 2008 do 2 maja 2010) | [ 15 ] [ a ]                       |
| \|        | 5.    | 60–72 (13)   | 60–72 (13)   | wiosna 2010                        | 7 marca 2010                       | 4 kwietnia 2010                    | niedziela 19.05 (od 12 października 2008 do 2 maja 2010) | [ 15 ] [ a ]                       |
| \|        | 5.    | 60–72 (13)   | 60–72 (13)   | wiosna 2010                        | 25 kwietnia 2010                   | 13 czerwca 2010                    | niedziela 19.05 (od 12 października 2008 do 2 maja 2010) | [ 15 ] [ a ]                       |
| \|        | 5.    | 60–72 (13)   | 60–72 (13)   | wiosna 2010                        | 25 kwietnia 2010                   | 13 czerwca 2010                    | niedziela 18.55 (od 9 maja 2010)                         | [ 15 ] [ a ]                       |
|           | 6.    | 73–87 (15)   | 73–87 (15)   | jesień 2010                        | 11 września 2010                   | 12 grudnia 2010                    | niedziela 18.55 (od 9 maja 2010)                         | [ 15 ] [ a ]                       |
|           | 7.    | 88–100 (13)  | 88–100 (13)  | wiosna 2011                        | 27 lutego 2011                     | 29 maja 2011                       | niedziela 18.55 (od 9 maja 2010)                         | [ 15 ] [ a ]                       |
|           | 8.    | 101–113 (13) | 101–113 (13) | jesień 2011                        | 11 września 2011                   | 11 grudnia 2011                    | niedziela 18.55 (od 9 maja 2010)                         | [ 15 ] [ a ]                       |
|           | 9.    | 114–125 (12) | 114–125 (12) | wiosna 2012                        | 4 marca 2012                       | 20 maja 2012                       | niedziela 19.00                                          | [ 15 ] [ a ]                       |
|           | 10.   | 1–13         | 126–138 (13) | jesień 2022                        | 4 września 2022                    | 20 listopada 2022                  | niedziela 16.15                                          | [ 17 ]                             |
| zima 2023 | 10.   | 1–13         | 126–138 (13) | 25 grudnia 2022                    | 25 grudnia 2022                    |                                    | niedziela 16.15                                          | [ 17 ]                             |
| zima 2023 |       | 11.          | 14–21        | 139–146 (8)                        | 1 stycznia 2023                    | 19 lutego 2023                     | niedziela 16.15                                          | [ 17 ]                             |
|           | 12.   | 22–34        | 147–159 (13) | jesień 2023                        | 3 września 2023                    | 19 listopada 2023                  | niedziela 16.15                                          | [ 17 ]                             |
| nd.       | 12.   | 22–34        | 147–159 (13) | 26 grudnia 2023                    | 26 grudnia 2023                    |                                    | niedziela 16.15                                          | [ 17 ]                             |
|           | 13.   | 35–43        | 160–168 (9)  | wiosna 2024                        | 3 marca 2024                       | 28 kwietnia 2024                   | niedziela 16.15                                          | [ 17 ]                             |
|           | 14.   | 44–56        | 169–181 (13) | jesień 2024                        | 12 września 2024                   | 5 grudnia 2024                     | czwartek 20.50                                           | [ 17 ]                             |
| nd.       | 14.   | 44–56        | 169–181 (13) | 26 grudnia 2024                    | 26 grudnia 2024                    | czwartek 15.15                     |                                                          | [ 17 ]                             |
|           | 15.   | 57–64        | 182–189 (8)  | wiosna 2025                        | 6 marca 2025                       | 8 maja 2025                        | czwartek 20.50                                           | [ 17 ]                             |
|           | 16.   | 65–          | 190–         | jesień 2025                        | b.d.                               | b.d.                               | b.d.                                                     |                                    |
|           | 17.   | b.d.         | b.d.         | 2026                               | b.d.                               | b.d.                               | b.d.                                                     |                                    |

## Nagrody
Teleturniej dwukrotnie nominowano do Telekamer „Tele Tygodnia”: w 2009 roku (2. miejsce w głosowaniu) i w 2010 roku (3. miejsce w głosowaniu). Ponadto w 2011 roku nominację do nagrody zdobył prowadzący teleturniej, Maciej Miecznikowski (w głosowaniu znalazł się jednak poza podium).

## Oglądalność w telewizji linearnej
Uwaga: Informacje dotyczące oglądalności opracowano na podstawie badań przeprowadzanych przez przedsiębiorstwo Nielsen. Odnoszą się one wyłącznie do pierwszych emisji telewizyjnych – nie uwzględniają oglądalności powtórek, wyświetleń w serwisach wideo na życzenie (np. TVP VOD) itp. W przypadku drugiej odsłony programu (od 2022) podane wartości mogą dotyczyć oglądalności tylko w czasie pierwszej emisji telewizyjnej lub także z uwzględnieniem oglądania w tym samym dniu, ale nie w czasie emisji (VOSDAL).
Pierwsza odsłona (2008–2012)
- Średnia widownia trzech pierwszych odcinków programu wyniosła 3,5 mln osób[22], całej pierwszej serii natomiast – 2,93 mln osób[23] (21,6% udziału w rynku w paśmie[23]).
- Średnia widownia sześciu pierwszych wydań drugiej serii wyniosła 2,63 mln osób[24].
- Osiem pierwszych odcinków trzeciej serii oglądało średnio 3,07 mln widzów[25].
- Pięć pierwszych odcinków szóstej serii oglądało średnio 2,39 mln widzów[26].
- Pięć pierwszych odcinków ósmej serii oglądało średnio 2,08 mln widzów[26].
- Wiosną 2012 roku teleturniej oglądało średnio 1,7 mln widzów (12% udziału w rynku w paśmie)[8].

Druga odsłona (od 2022)
- Odcinki nadawane na antenie TVP2 między 4 września a 20 listopada 2022 roku (seria 10., odcinki 1–12) oglądało średnio 1,07 mln osób (10,6% udziału w rynku w paśmie)[27]. Odcinek specjalny 10. serii, nadany 25 grudnia 2022 roku, obejrzało w telewizji 923 tys. widzów[28].
- Jedenasta seria (nadawana zimą 2023 roku) osiągnęła średnią widownię na poziomie 1,08 mln osób (9,3% udziału)[28].
- Odcinki nadawane na antenie TVP2 między 3 września a 19 listopada 2023 roku (seria 12., odcinki 1–12) oglądało średnio 885 tys. osób (9,5% udziału w rynku w paśmie)[29].
- Trzynasta seria (nadawana wiosną 2024 roku) osiągnęła średnią widownię na poziomie ok. 825 tys. osób (ok. 9,3% udziału)[30].
- Pierwsze trzy odcinki czternastej serii (po zmianie prowadzącego i pasma) oglądało średnio 508 tys. widzów (SHR: 4,6%)[31]. Wszystkie zwykłe odcinki tej serii (tj. wszystkie poza bożonarodzeniowym) miały średnią oglądalność na poziomie: według Wirtualnemedia.pl – 490 tys. widzów (SHR: 4,3%)[32]; według Press.pl – 500 tys. widzów (SHR: 4,2%)[33].
- Piętnastą serię teleturnieju śledziło średnio 554 tys. widzów (SHR: 4,9%)[34].

## Oprawa muzyczna (2008–2012)
Za główny motyw muzyczny audycji służył motyw z piosenki pt. „China Grove” z repertuaru zespołu The Doobie Brothers.
Zespół muzyczny
Uczestnikom akompaniował obecny w studio zespół w składzie:
- Marcin Urban – instrumenty klawiszowe,
- Paweł Tomaszewski – instrumenty klawiszowe,
- Łukasz Dudewicz – gitara basowa,
- Wiktor Tatarek – gitara,
- Krzysztof Skarżyński – gitara,
- Łukasz Dmochewicz – perkusja.

## Zwycięzcy
1. W odcinku wyemitowanym 22 listopada 2009 roku osiemnastoletnia Julita Krupczak z Makowa Podhalańskiego wygrała główną nagrodę – 150 000 zł, poprawnie uzupełniwszy 5-wyrazową lukę w refrenie piosenki Takie tango z repertuaru zespołu Budka Suflera (słowami Tak ten świat złożony jest)[35]. Była także drugą osobą w polskiej wersji programu, która zaśpiewała piosenkę za główną wygraną[36].
2. W drugim odcinku z Dorotą „Dodą” Rabczewską jako uczestniczką (wyemitowanym 25 kwietnia 2010 roku) piosenkarka wygrała główną nagrodę, uzupełniwszy 15-wyrazową lukę w tekście piosenki Tyle słońca w całym mieście z repertuaru Anny Jantar (słowami Niosą szczęście zakochani / Popatrz, o, popatrz / Wiatr porywa ich spojrzenia / Biegnie światłem w smugę cienia). Główną nagrodę –150 000 złotych – przekazano na wsparcie ludzi chorych na stwardnienie rozsiane.
3. Pierwsza główna wygrana w drugiej odsłonie programu (100 000 złotych) padła w odcinku nadanym 1 października 2023 roku. Zwyciężczyni, Agata Dąbrowska, w finałowym etapie dośpiewała 15 brakujących słów utworu Konik na biegunach z repertuaru Urszuli (Wspaniały to dzień, wracają z ołowiu żołnierze, ze strychu znów w dół, schodami aż tu). Program wygrała za drugim podejściem – poprzednio brała udział w odcinku wyemitowanym w 2011 roku.

## Goście specjalni
W niektórych odcinkach do gry zapraszano nie osoby wyłonione w castingu, lecz osoby znane ze świata show-biznesu – piosenkarzy i aktorów. Kwoty, z jakimi ci uczestnicy kończą grę, są z reguły przekazywane na cel charytatywny. Poniżej znajduje się lista uczestników-gości specjalnych.
W odsłonie z lat 2008–2012:
- Sonia Bohosiewicz (25 000 zł),
- Katarzyna Cichopek (25 000 zł),
- Edyta Górniak (50 000 zł),
- Beata Kozidrak (50 000 zł),
- Piotr Kupicha (25 000 zł),
- Halina Mlynkova (15 000 zł),
- Andrzej Piaseczny (15 000 zł),
- Dorota „Doda” Rabczewska (150 000 zł),
- Alicja Węgorzewska-Whiskerd (15 000 zł),
- Maciej Zakościelny (25 000 zł),
- Katarzyna Zielińska (25 000 zł).

W odsłonie rozpoczętej w 2022:
- Paulina „Paulla” Ignasiak (50 000 zł),
- Radosław Liszewski (30 000 zł),
- Tomasz Szczepanik (50 000 zł),
- Katarzyna Cerekwicka (30 000 zł),
- Barbara Kurdej-Szatan (50 000 zł),
- Mikołaj Roznerski (10 000 zł).

## Konkurs dla telewidzów
W pierwszej odsłonie programu rozgrywano także konkurs SMS-owy dla telewidzów. Prowadzący lub uczestnik wcielał się w znanych piosenkarzy i wykonywał utwór z repertuaru naśladowanej osoby. W pewnym momencie przestawał śpiewać, a zadaniem widza było wskazanie prawidłowej odpowiedzi spośród trzech podanych na ekranie poprzez wysłanie SMS-a.